# Litoria javana
Litoria javana är en groddjursart som först beskrevs av Ahl 1926.  Litoria javana ingår i släktet Litoria och familjen lövgrodor. Inga underarter finns listade i Catalogue of Life.